# レニングラード写本

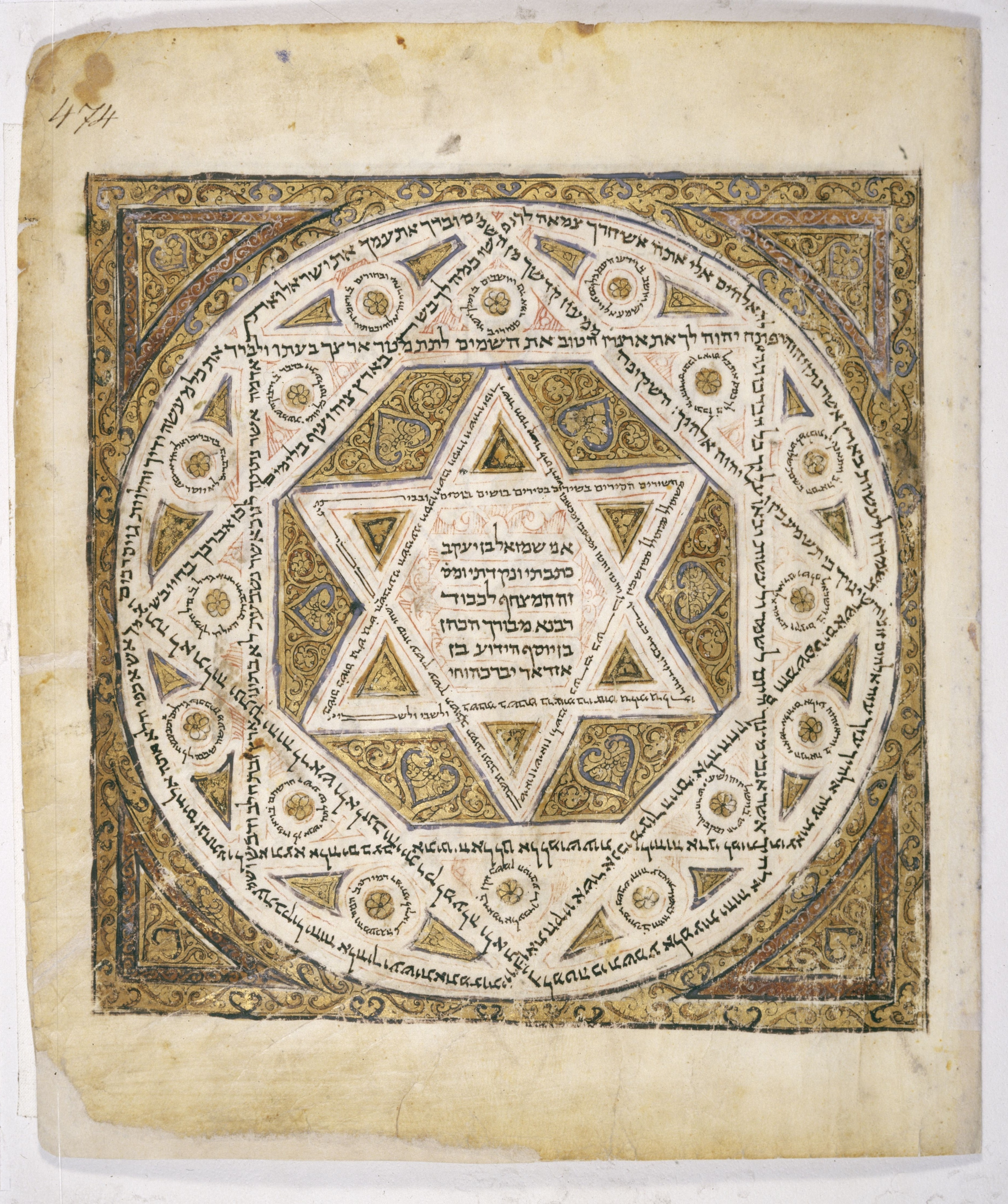
レニングラード写本（表紙 E, folio 474a）

レニングラード写本（レニングラードしゃほん）は、ティベリアのマソラ本文によれば、出版された完全体のヘブライ語聖書の最古の写本のひとつである。マソラ本文の書写記録によると作成は1008年となっている。レニングラード写本より、アレッポ写本のほうが最古の完全体の写本で数十年古いとされたこともあったが、1947年以来アレッポ写本の一部が紛失し、レニングラード写本が、今日まで無傷で現存している、ティベリアのマソラ学者による最古の完全体の写本となった。
近年、レニングラード写本は、最も重要なこととして、ビブリア・ヘブライカ（1937年）およびビブリア・ヘブライカ・シュトゥットガルテンシア（1977年）のヘブライ語本文として複製された。また、この写本はアレッポ写本の紛失した部分を埋める第一資料として学者たちに用いられてもいる。

## 内容

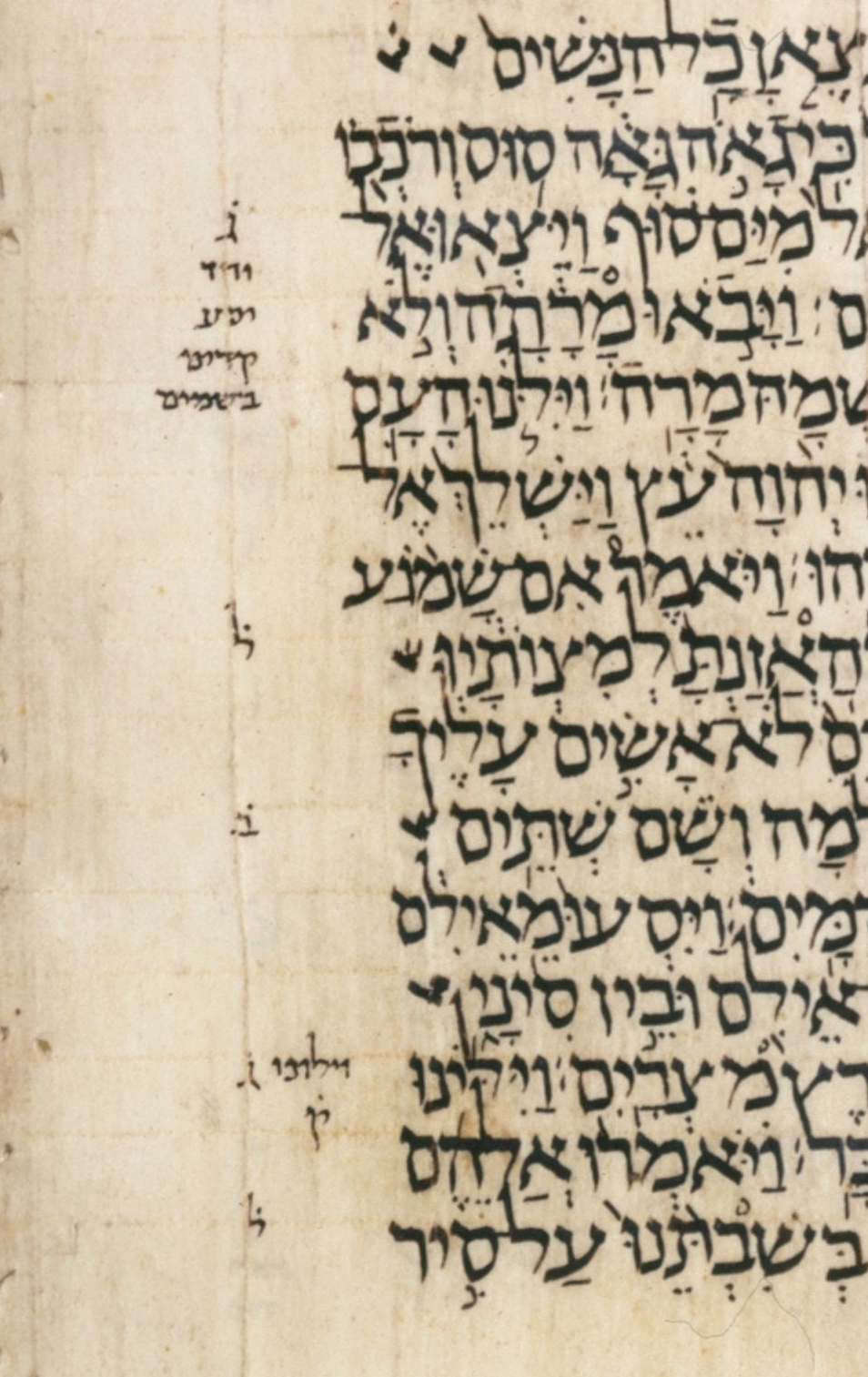
レニングラード写本本文の見本

レニングラード写本中に発見された聖書本文には、ティベリア母音符やアクセント記号が付ついたヘブライ文字が載せられている。加えて、その欄外にはマソラ注釈が掲載されている。さらに、本文上および言語学上の詳細な点を扱った技術的な補遺がいくつも載せられており、その多くが幾何学模様で描かれている。レニングラード写本は羊皮紙に書かれており、皮革で結び付けられた。
レニングラード写本の聖書各書の配列はティベリア系本文の不文律に沿っている。その不文律は、後代のイベリア系聖書写本の不文律とも一致する。聖書各書の配列は、ほとんどのヘブライ語聖書と比較して、ケトゥービムの書（聖文書）が顕著に異なっている。レニングラード写本では、ケトゥービムの配列が、歴代誌、詩篇、ヨブ記、箴言、ルツ記、雅歌、伝道の書、エステル記、ダニエル書、エズラ‐ネヘミヤ書となっている。
レニングラード写本は、一千年もの間、異例の手付かず状態のため、中世ユダヤ芸術の一例をも提供してくれる。そのうちの16枚には本文の数節を解明する装飾的な幾何学模様が描かれている。署名頁にはその両隅に書士の名と共に星が描かれており、中央には祝禱文が書かれている。

## 歴史
レニングラード写本の出版記録によると、この写本はアロン・ベン・モーシェ・ベン・アシェルが作成した手書き書をカイロで複写したものである。この写本にはベン・アシェルの写字室で製作されたと書かれているが、ベン・アシェルが写本を見たという証拠はない。マソラ学者の写本としては異例なことに子音字、母音符号、マソラ脚注を、同一人物が手がけている。レニングラード写本は（ベン・アシェル自身が編纂した）アレッポ写本は別として、ベン・アシェルの伝統に最も忠実な手書き書であると考えられている。修正箇所や削除箇所が多数あるので、Moshe Goshen-Gottsteinは、ベン・アシェルの文体に従っていない既存の文書がベン・アシェルの文体に沿うべく多くの修正を加えられたのだ、と主張した。
今日、レニングラード写本は「フィルコビッチB 19 A」と名付けられ、ロシア国立図書館に保管されている。元所有者は、カライ派のコレクター、アブラハム・フィルコビッチで、彼はどこで写本を入手したのかを自分の著作には書き残さなかった。写本は1838年にオデッサに移され、後にサンクトペテルブルクの帝国図書館に譲渡された。

## 名前
レニングラード写本は1863年以来サンクトペテルブルクのロシア国立図書館に保管されていることから名付けられた。ロシア革命後、学者たちはこの写本を「レニングラード写本」と改名した。同図書館の要望でソビエト連邦の崩壊後その都市の元の名（サンクトペテルブルク）が復活した後でさえ「レニングラード」という名はとどめられた。元来、この写本はペテルブルゲンシス写本またはサンクトペテルブルク写本と呼ばれていたのである。

## 現代版

### ビブリア・ヘブライカ
1935年、レニングラード写本はライプツィヒ大学の旧約聖書セミナーに2年間貸出された。その間、Paul E. Kahleはビブリア・ヘブライカ (BHK)の第三版のヘブライ語本文としてその複写を監督した。その版は1937年にシュトゥットガルトで出版された。この写本は1937年に出版されたビブリア・ヘブライカ・シュトゥットガルテンシア (BHS)でも用いられ、その改訂版であるビブリア・ヘブライカ・クインタ (BHQ)でも用いられることになった。
ティベリアのマソラ学者による独自の作業により、レニングラード写本が用いられたのが、他のヘブライ語写本がビブリア・ヘブライカまでの以前のヘブライ語聖書で用いられるより、数百年ほど早かった。
ウェストミンスター・レニングラード写本は、J・アラン・グルーブズ・センターがウェストミンスター神学研究科の上級聖書研究用に保存したレニングラード写本のオンライン・デジタル版である。この写本はBHSの確証電子版であり、更なる校正・修正がなされている。このオンライン版には複写した注釈や配列を分析するためのツールが含まれている。
The Leningrad Codex, A Facsimile Edition, ed. D.N. Freedman (W.B. Eerdmans and E.J. Brill, 1998)が便利である。

### ユダヤ版
レニングラード写本は以下の重要な二つのヘブライ語聖書ユダヤ版の土台となっている。
- Biblia Hebraica Leningradensia, Prepared according to the Vocalization, Accents, and Masora of Aaron Ben Moses ben Aser in the Leningrand Coded. Edited by Aron Dotan (Hendrikson: Peabody, MA, 2001).
- The JPS Hebrew-English Tanakh (Philadelphia, 1999).

しかし、わずかなマソラ本文の詳細のため、イスラエルとユダヤの学者たちは、アレッポ写本に基づいた現代のヘブライ語の版に顕著な好みを示している。これらの版は、1947年に紛失したアレッポ写本の破片を復元するための最重要資料として、レニングラード写本を用いている。